# Києту
Києту (рум. Cîietu) — село в Кантемірському районі Молдови. Адміністративний центр однойменної комуни, до складу якої також входить село Дімітрова.

## Населення
За даними перепису населення 2004 року у селі проживали 854 особи.
Національний склад населення села:
| Національність | Кількість осіб |
| -------------- | -------------- |
| молдовани      | 780            |
| болгари        | 48             |
| гагаузи        | 12             |
| румуни         | 7              |
| українці       | 4              |
| росіяни        | 3              |
| Всього         | 854            |